# The Strange Death of Adolf Hitler
The Strange Death of Adolf Hitler (auf Deutsch: Der seltsame Tod von Adolf Hitler) ist ein US-amerikanischer Propagandafilm aus dem Jahre 1943 von James P. Hogan, entstanden nach einem Drehbuch der beiden Wiener Emigranten Fritz Kortner und Joe May. Kortner wirkte an der Seite des österreichischen Mitemigranten Ludwig Donath in der Doppelrolle eines Kleinbürgers und Adolf Hitler auch als Schauspieler mit.

## Handlung
„Österreich! … Das erste all jener unglückseligen Länder, die unter die Absätze der Nazi-Tyrannei fielen. Ein Volk, unterjocht und gezwungen, der Arbeit und den Anordnungen eines Eroberers nachzukommen. Wien 1942“. Mit diesen Worten beginnt der Film. Im Zentrum des Geschehens steht der Beamte und zweifache Familienvater Franz Huber, der ein Talent als Stimmenimitator berühmter Zeitgenossen besitzt. Er wird eines Tages von Naziführern verhaftet und muss sich einer Gesichtsoperation unterziehen: Er soll für den Fall der Fälle Adolf Hitlers Gesichtsdouble spielen, sollte der „Führer“ einmal ausfallen. In Wahrheit handelt es sich bei diesen Leuten um Verschwörer, die Hitler ermorden und Huber statt seiner einsetzen wollen, um die Handlungen des „neuen Hitler“ besser kontrollieren zu können.
Huber hat mit den Idealen und Ideen des Nationalsozialismus absolut gar nichts am Hut und verabscheut Hitler. Er unternimmt daher alles, die Gestapo und ihre Hintermänner auszutricksen, um als Hitler-Ersatz die Demokratie wiederherzustellen und den Kriegswahnsinn zu beenden. Doch sein Plan hat eine Schwachstelle: Hubers Frau Anna weiß nichts von Franz’ Doppelleben und schon gar nicht, dass hinter dem Gesicht des deutschen Kriegsherrn niemand anderes als ihr Mann steckt. Derweil macht sich Franz Huber daran, als Adolf Hitler alles zu unternehmen, damit für „Großdeutschland“ der Krieg verloren geht.

## Produktionsnotizen
Die B-Film-Produktion The Strange Death of Adolf Hitler, uraufgeführt am 10. September 1943, ist ein gutes Beispiel für eine typische Emigrantenproduktion im Hollywood der Kriegsjahre 1941 bis 1945. Ein Großteil der Besetzung dieses Streifens war ab 1933 aus Deutschland bzw. 1938  aus Österreich vor dem NS-Regime geflohen und schließlich in den Vereinigten Staaten gelandet. Im deutschsprachigen Raum wurde der Film auch nach 1945 nicht gezeigt.
Kinoveteran Joe May, ein Starregisseur im deutschen Film seit den Kindertagen der Kinematographie, sollte diesen Film laut einer Meldung von The Hollywood Reporter eigentlich selber inszenieren, doch konnte er sich mit der Produktionsfirma Universal nicht auf ein ihm angemessen erscheinendes Budget einigen.
John B. Goodman entwarf die Filmbauten, Russell A. Gausman zeichnete für die Ausstattung verantwortlich. Regisseur Hogan starb wenige Wochen nach der Uraufführung dieses Films, seiner vorletzten Regiearbeit.
Die Idee dieses Films wurde einige Jahre nach dem Krieg in der US-Produktion The Magic Face wiederverwertet.

## Kritiken
Für den Movie & Video Guide war The Strange Death of Adolf Hitler ein „veraltetes Melodram“, das man vergessen könne.
Halliwell’s Film Guide sah in diesem B-Streifen eine „der exzentrischeren Kuriositäten aus dem Zweiten Weltkrieg“ und fand, dass „wenn man sich erst einmal vom Schock seiner Existenz erholt hat, das Ganze eigentlich ganz gut gemacht worden“ sei.
Filmhistoriker Jan-Christopher Horak schrieb: “Das von Kortner mitverfasste Drehbuch bietet den Rahmen für eine Menge politisch brisanter Fragen: Sich ducken oder Widerstand leisten? Individueller oder kollektiver Widerstand? Was kann das Attentat auf eine führende Persönlichkeit bewirken? Welche Rolle spielt das deutsche Militär? Kaum ein anderer Film Hollywoods hat die Schuld des Mittelstandes an der faschistischen Machtübernahme so deutlich ausgesprochen”